# Luelmo
Luelmo – gmina w Hiszpanii, w prowincji Zamora, w Kastylii i León, o powierzchni 36,34 km². W 2011 roku gmina liczyła 206 mieszkańców.